# مارينا سالاس
مارينا سالاس (بالإسبانية: Marina Salas Rodríguez)‏ هي ممثلة إسبانية، ولدت في 17 أكتوبر 1988 في كورنيلا دي يوبريغات في إسبانيا.

## أعمال

### أفلام
- ثلاثة أمتار فوق السماء

## وصلات خارجية
- مارينا سالاس على موقع IMDb (الإنجليزية)
- مارينا سالاس على موقع أول موفي (الإنجليزية)
- مارينا سالاس على موقع قاعدة بيانات الفيلم (الإنجليزية)